# Néstor de Magido
Néstor de Magido (¿?- 250), también conocido como San Néstor de Magido y San Néstor de Perge, fue un santo, mártir y obispo de Magydos en Panfilia, en la moderna Turquía. Su coraje y autoridad fue destacada en su juicio ante el magistrado del imperio romano, quien dijo que Hasta que no obtengamos lo mejor del obispo, seremos impotentes contra los cristianos. Fue arrestado en tiempo del emperador Decio, y sentenciado a la crucifixión por el gobernador Pollio o Epolio de Licia, después de rechazar realizar sacrificios a los dioses paganos.